# Lill-Svarttjärnen (Anundsjö socken, Ångermanland)
Lill-Svarttjärnen är en sjö i Örnsköldsviks kommun i Ångermanland och ingår i Moälvens huvudavrinningsområde.